# メフメト4世
メフメト4世（Mehmed IV, 1642年1月2日 - 1693年1月6日）は、オスマン帝国の第19代皇帝（在位：1648年8月8日 - 1687年11月8日）。父イブラヒムが殺害された後7歳で即位。母はウクライナ人のトゥルハン・スルタン。スレイマン2世、アフメト2世の兄。ムスタファ2世、アフメト3世の父。

## 生涯

### 即位
1642年1月、メフメトはスルタンであるイブラヒムとロシア南東部出身のトゥルハン・ハティジェとのあいだに生まれた。
即位前、父のイブラヒムはハレムで多くの女性を溺愛し、それに激怒した母のトゥルハンと喧嘩になった。メフメトはその喧嘩に巻き込まれ、イブラヒムに貯水槽に投げ込まれた。メフメトは後宮の召使いに助けられたが彼は額に傷を負うことになり、その傷は生涯を通して消えなかった。1649年には弟のスレイマン、アフメトと共に割礼をすることになる。
即位後の宮廷では、祖母のキョセム・スルタンが権力を引き続き持っており、かつて叔父のムラト4世が帰依したカドゥザーデ派の指導者ウストュヴァーニーもキョセム、そして宮廷への強い影響力を持っていた。
一方、キョセムに対抗する人々はメフメト4世の母のトゥルハン・スルタンのもとに集まるようになった。キョセムはメフメト4世よりも、その弟のスレイマンの方が扱いやすいと見て、メフメト4世の廃位とスレイマンの即位を目論んだ。しかし、トゥルハンは先に刺客を差し向け、1651年、キョセムを絞殺した。
財政面での改革を進めるべく、1652年に大宰相にタルフンジュ・アフメト・パシャを任命した。彼は財政赤字を削減するために関税や役所での収入を増やして、宮廷での無駄な支出を減らした。さらには腐敗を撲滅するために汚職した者に対して厳罰を与えた。しかしこれらは多くの人に恨まれることとなり、イスラム長老らはタルフンジュ・アフメト・パシャに抗議した。タルフンジュ・アフメト・パシャはさらに来年度予算を作る機会を設立しオスマン帝国史上初めてタルフンジュ予算と呼ばれる来年度予算を作成した。これらの改革は当時の人には理解されず、タルフンジュ・アフメト・パシャがメフメト4世を退位させようとしてるという噂まで広がったため、1653年3月にタルフンジュ・アフメト・パシャは処刑されたが彼の改革のおかげで財政は再建され、海軍提督カラ・ムラト・パシャの働きによってヴェネチア艦隊の海上封鎖を解除し、一時は好転したが、1656年に再び海上封鎖された。この混乱の中で王弟スレイマンの即位をもくろんだ陰謀が発覚し、首謀者のイスラム長老は流刑され、のちに処刑された。

### キョプリュリュ時代
1654年には大宰相府がトプカプ宮殿から独立した。この背景には文書行政の役割が拡大するにつれ、宮殿内の部屋では狭くなり、大宰相の私邸で業務が行われるようになり、これが大宰相府の始まりで、大宰相府は所在地を転々としたのちに現在のイスタンブール広域市庁にあたる場所に居を構えた。文書行政組織には業務ごとにカレムと呼ばれるいくつかの部局が配され、広大な帝国の行政と財務を管理、運営した。これらの要因が後にキョプリュリュ時代において大宰相が膨大な権力を維持できる理由となった。
その後、トゥルハンは、キョプリュリュ家を登用、キョプリュリュ・メフメト・パシャ、キョプリュリュ・アフメト・パシャ、カラ・ムスタファ・パシャと相次いで大宰相に任じた。キョプリュリュ・メフメト・パシャはまず、敵対する軍人集団を徹底的に粛正し、権力を掌握した。その後、1657年にエーゲ海でヴェネチア海軍を破り封鎖を解除した。1660年にはトランシルヴァニアに遠征し、オスマン帝国の意に反する行動をしていたトランシルヴァニア公国のラーコーツィ・ジェルジ2世を討伐した。このことがこの地域の均衡状態を崩してしまい、1663年にオスマン帝国とハプスブルク家の戦争が再開することになった。また、ワラキアの混乱を助長させたとしてギリシャ正教会総主教を処刑している。一方、キョプリュリュ家によって地位を脅かされた反主流の軍人政治家や地方の軍人たちは、アレッポの州軍政官だったアバザ・ハサン・パシャを中心にアナトリアで反乱を起こした。しかし1660年頃までにはそれを一掃した。
キョプリュリュ・メフメト・パシャのあとに大宰相になったキョプリュリュ・アフメト・パシャは1663年にハプスブルク家との戦闘を再開し、難攻不落と言われたウイヴァール城砦を陥落させて、「ウイヴァールの前に立つトルコ人のように強い」という言い回しをヨーロッパで流行らせた。結局ハンガリー西部でザンクト・ゴットハルトの戦いで大敗したものの、大宰相の卓抜な外交によって翌年結ばれたヴァシュヴァールの和約はオスマン側に満足のいくものだった。内容は、オスマン帝国の傀儡であるアパフィ・ミハイ1世をトランシルヴァニア公に承認すること、さらに和約成立後20年はオスマン帝国に毎年20万フローリンを支払うことを取り決められた。
一方地中海では1666年にようやくクレタ島を征服する作戦を開始した。しかしこの包囲戦は長期にわたったため、1668年にメフメト4世はキョプリュリュ・アフメト・パシャに「これ以上戦争が長引けば軍事的にも経済的にももたなくなる。」という手紙を送った。キョプリュリュ・アフメト・パシャはすぐにでもクレタ島を攻略する決意をし1669年にクレタ島を征服した。
1672年からは、ウクライナを巡ってポーランドと戦争を始めた。同じ年、ポドリア地方を征服し、ブチャッハ条約を締結してポドリア支配を認めさせて賠償金も獲得した。しかし、ポーランドのセイムがこれを承認しなかったため、1673年に戦争は再開され、ヤン3世に敗れてしまった。1674年にズラワノ条約を締結して、ブチャッハ条約で獲得した領土の三分の一をポーランドに割譲した。1676年にはロシアとの戦争も勃発した。この戦争の最中にキョプリュリュ・アフメト・パシャが死去したため、後任にカラ・ムスタファ・パシャを任命し、イブラヒム・パシャを戦争へ派遣した。しかし戦果が上がらなかったため、カラ・ムスタファ・パシャを派遣して1681年にバフチサライ条約を締結し、ロシアとの国境を確定させた。1670年代以降、オスマン帝国のヨーロッパにおける領土は最大になった。

### 大トルコ戦争
1683年に王領ハンガリーでテケリ・イムレらが反ハプスブルクの反乱を起こした。彼らはオスマン帝国に援助を要請したため、大宰相カラ・ムスタファ・パシャは大軍を率いて7月にウィーンを包囲した。しかしウィーンの防御は硬く、包囲戦は長期化し9月にはポーランド軍とドイツ諸侯軍がウィーンに到達し、オスマン軍と衝突した。長引く戦争でオスマン軍の士気は低下していたため、第二次ウィーン包囲は失敗してしまい、カラ・ムスタファを処刑してからは大トルコ戦争に対して有効な手を打てず、1686年にハンガリー支配の中心地のブタを奪われ、1687年のモハーチの戦いでオスマン帝国軍が敗北すると反乱が起こり退位、弟のスレイマン2世に帝位を譲り死ぬまで幽閉された。メフメト4世の死の数年前の1691年に弟のスレイマン2世の病気と差し迫った死によりメフメトを復位させる陰謀が発覚したが失敗した。

## 人物
政治は専らキョプリュリュ一族に任せ、自身は趣味の狩猟三昧な日々を送っていた。その耽溺ぶりはエディルネの狩場に勢子として数千人もの農民を動員したという逸話が伝えられるほどで、アヴジュ（狩人）という愛称もここから来たものである。しかし、メフメト4世はたんに遊興にふけっていたわけではなかった。
まず、エディルネを主たる居城と定めたのは、イスタンブールにおけるさまざまな圧力から自由になることを意味していた。すなわち、イスタンブールの都市民と結びついたイェニチェリや、トプカプ宮殿の有力者たちの影響力を低下させたことが、政権の安定化につながったと思われる。
また、メフメト4世は、狩りで立ち寄った町々で非ムスリムにイスラム教への改宗を促した。強制的な改宗はイスラムでは原則的に禁じられていることから、ここで行われたのは、あくまで自発的な改宗の推進であり、改宗したムスリムには祝い金が下賜された。こうした改宗の実績は、メフメト4世の宗教的偉業として讃えられた。